# Sint-Jorisgilde (Brugge)
Sint-Jorisgilde was in Brugge een gilde van kruisboogschutters.

## Geschiedenis
De meeste middeleeuwse gilden van kruis- of handboogschutters ontstonden in de 12e-13e eeuw als krijgsgilden. Tot in de 14de eeuw waren ze dit nog en werden ze opgeroepen wanneer er oorlog woedde. De organisatie als ontspanningsgilde moet dateren van rond 1300. In 1321 werd aan de Sint-Jorisgilde toegestaan godsdienstige bijeenkomsten te houden in de Sint-Pieterskapel.
De gilde kende succes, zodat ze rond 1540 gesplitst werd in twee groepen, waarbij de ene de naam van 'Jonghof' en de andere van 'Oudhof' aannam. Beide gilden, waarin de eerste een soort onderafdeling was van de tweede, vestigden hun lokalen, met bijgaande tuin voor de schietoefeningen, in de Vlamingdam, die weldra gedeeltelijk omgedoopt werd in Sint-Jorisstraat.
In de achttiende eeuw was het ledenaantal teruggelopen en beide gilden versmolten in 1768 tot een enkele gilde. Het belette niet dat de gilde nog voldoende leden telde om tijdens de revolutiejaren een actieve rol te spelen. Tijdens de Brabantse Omwenteling werd een volledige compagnie patriottische Burgerwachters georganiseerd binnen de Sint-Jorisgilde. In 1790 werden nog een vijftigtal nieuwe leden opgenomen, maar dat was ook voor het laatst. In 1792 en 1793 werden twee Britse heren opgenomen, ongetwijfeld leden van slechts heel voorbijgaande aard. 
In 1794 werd de Sint-Jorisgilde, zoals alle gilden en broederschappen, door de Franse overheid die de Zuidelijke Nederlanden hadden veroverd, afgeschaft.

## Vrouwen in de gilde
Hoewel de kruisbooggilde overwegend een mannenbijeenkomst was, waren er periodes tijdens dewelke talrijke vrouwen lid waren. 
Op de eerste alfabetische ledenlijst die de leden noteerde tussen 1321 en 1531 kwamen enkele vrouwen voor. Zo waren er zes met de voornaam Anna of Anneken. Ze waren weliswaar de enige die vermeld werden. Op de jaarlijkse ledenlijsten vanaf 1532 werd tot 1599 geen enkele vrouw vermeld.
In de zeventiende eeuw werden integendeel heel wat vrouwen als lid opgenomen, meestal echtgenoten van leden. Tussen 1600 en 1625 werden 25 vrouwen lid; tussen 1626 en 1650 34 vrouwen; tussen 1651 en 1675 27 en tussen 1676 en 1700 6. Dit betekende 92 vrouwelijke leden, tegenover circa 1100 nieuwe mannelijke leden.
In de achttiende eeuw werden 3 vrouwen lid tussen 1700 en 1725; 39 tussen 1726 en 1750; 130 tussen 1751 en 1775; 70 tussen 1756 en 1800. Dit betekende 242 vrouwelijke leden tegenover circa 1000 mannelijke leden. Er werden duidelijk bijna geen vrouwen toegelaten tussen 1675 en 1725, zonder dat ze nochtans helemaal geweerd werden.

## Hoofdmannen
De hoofdmannen van de gilde, een twintigtal tussen 1350 en 1789, behoorden tot de leidende kringen, heel vaak in de hoedanigheid van burgemeester of schepen van de stad Brugge. Het waren:
- 1380: Jan Walckier, burgemeester van de raadsleden,
- 1387: Jacob van Aertrycke, thesaurier,
- 1441: Filip van Aertrycke, burgemeester van de raadsleden,
- 1456: Jacob van der Beurze, burgemeester van de schepenen,
- 1467: Jan Metteneye, burgemeester van de schepenen,
- 1470: Anselmus Adornes, burgemeester van de raadsleden,
- 1478: Lodewijk van Gruuthuse,
- 1481: Jacob de Vooght, burgemeester van de raadsleden,
- 1493: graaf Filips van Nassau
- 1496: Jan van Claerhout, schout van Brugge,
- 1536: Jacob van Halewijn, schout van Brugge,
- 1587: Jan de Bonnières, burgemeester van de raadsleden,
- 1600: Anselm Opitius Adornes, burgemeester van de schepenen,
- 1616: Franciscus De Boodt, burgemeester van de schepenen,
- 1627: Jan III Pardo, burgemeester van de schepenen,
- 1635: Franciscus de Aranda, burgemeester van de raadsleden,
- 1664: Jan Filips van Boonem, schepen,
- 1714: Jan-Baptist Bonart, schepen,
- 1745: Pieter de l'Espée, schepen,
- 1768: Jan Delcampo, burgemeester van de raadsleden,
- 1769: Charles Lauwereyns de Roosendaele de Diepenheede, schepen,
- 1789: Jean-Jacques van Outryve de Merckem, stadsthesaurier.

In dezelfde periode schoten honderdvijftig leden zich tot koning of 'sire' van de gilde. Onder hen bevonden zich keizer Maximiliaan I en aartshertog Filips de Schone.

## Eerste heropstanding
In 1800 hernamen enkele vroegere leden de activiteiten van de gilde. De gildelokalen waren ondertussen als 'nationaal goed' publiek verkocht. Hoofdman Jean-Jacques van Outryve de Merckem had de eigendom aangekocht, in afwachting van een gunstige tijd om ze opnieuw aan de herboren gilde over te dragen.
Op korte tijd werden talrijke nieuwe leden geïntroduceerd, vertegenwoordigers van de oude en de nieuwe leidende kringen: edellieden, Franse inwijkelingen, bestuurders van de stad en van het departement. Het waren in totaal tussen 1800 en 1830 220 mannen en 21 vrouwen.
Na de revolutie van 1830 verminderden de rekrutering en de activiteit aanzienlijk. Tussen 1830 en 1856 werden nog 68 nieuwe leden aangenomen. Nog meer dan vroeger werd de gilde politiek gekleurd doordat alleen leden van de liberale burgerij werden aangenomen. Vanaf 1861 werd Jules Boyaval, liberaal burgemeester van Brugge, hoofdman van de gilde. Hij zou de opheffing van de gilde organiseren, die ondertussen een klein kransje van lokale liberale kopstukken was geworden.
In 1872 werd de Sint-Jorisgilde ontbonden en werd de eigendom verkocht aan de Belgische staat. De archieven werden overgedragen aan het stadsarchief en de schilderijen, halskettingen en andere preciosa werden aan de stadsmusea geschonken. Een klein aantal schilderijen bleef nog in handen van de 'jonge gilde' die zich reorganiseerde, om wat later ook te verdwijnen.

## Tweede heropstanding
In de jaren 1920 werd een nieuwe kruisbooggilde opgericht, die zich nadrukkelijk als de opvolger van de vroegere gilde aanbood. Integendeel nochtans tot de vroegere gilde, die in zijn laatste jaren een bolwerk was geweest van het Brugse liberalisme en van de hogere burgerij, werd de nieuwe gilde bevolkt door katholieke middenstanders. De toenmalige schepen en weldra burgemeester van Brugge Victor Van Hoestenberghe was hun beschermheer en zorgde ervoor dat ze een uitgebreide stadstuin, met bijhorend clubhuis, gelegen in het zogenaamde Gezellekwartier, tussen de Stijn Streuvelsstraat, de Kruisvest en de Hugo Verrieststraat konden in gebruik nemen.
Daarnaast ontstond in 1933 de Koninklijke Sint-Joris-en-Sint-Denijsgilde, die, na een aantal omzwervingen, in 1947 onderdak vond in de gebouwen van de Filharmonische Maatschappij van Brugge.
Op 6 oktober 2018 werd het lokaal van de gilde in de Stijn Streuvelsstraat geteisterd door een hevige nachtelijke brand. Het grootste deel van de waardevolle inboedel (schilderijen en kruisbogen) kon worden gered.